# Řehlovice
Řehlovice település Csehországban, az Ústí nad Labem-i járásban. Řehlovice Stebno, Velemín, Prackovice nad Labem, Rtyně nad Bílinou, Modlany, Bořislav, Ústí nad Labem, Žim, Chabařovice, Trmice, Dolní Zálezly és Habrovany településekkel határos. Lakosainak száma 1463 fő (2024. január 1.).

## Népesség
A település lakosságának változását az alábbi diagram mutatja:
| Lakosok száma | 1798 | 1939 | 2107 | 1429 | 1317 | 1024 | 1403 | 1435 | 1461 | 1463 |
|               | 1869 | 1890 | 1921 | 1950 | 1980 | 2001 | 2017 | 2019 | 2022 | 2024 |